# قائمة بايات تونس
فيما يلي قائمة ببايات تونس الذين حكموا تونس من عام 1613، عندما تولت سلالة المراديين ذات الأصول الكورسيكية السلطة، حتى عام 1957، عندما أُلغي النظام الملكي الحسيني ذو الأصول الكريتية.

## سلالة المراديون (1613-1702)
| سلالة المراديون (1613-1702) | سلالة المراديون (1613-1702) | سلالة المراديون (1613-1702) | سلالة المراديون (1613-1702) | سلالة المراديون (1613-1702) | سلالة المراديون (1613-1702) | سلالة المراديون (1613-1702) |
| الاسم                       | تاريخ الميلاد - الوفاة      | بداية الحكم                 | نهاية الحكم                 | ملاحظات                     | العائلة                     | صورة                        |
| --------------------------- | --------------------------- | --------------------------- | --------------------------- | --------------------------- | --------------------------- | --------------------------- |
| مراد باي الأول              | ؟ – 1631                    | 1613                        | 1631                        |                             | المراديون                   |                             |
| محمد باي الأول              | ؟ – 13 أبريل 1666           | 1631                        | 1666                        | ابن مراد الأول باي          | المراديون                   |                             |
| مراد باي الثاني             | ؟ – 1675                    | 1666                        | 1675 (مقتول)                | ابن حمودة باشا باي          | المراديون                   |                             |
| محمد باي المرادي            | ؟ – 14 أكتوبر 1696          | 1675                        | 14 أكتوبر 1696              | ابن مراد الثاني باي         | المراديون                   |                             |
| رمضان باي                   | ؟ – 16 مارس 1699            | 14 أكتوبر 1696              | 16 مارس 1699                | ابن مراد الثاني باي         | المراديون                   |                             |
| مراد باي الثالث             | 1680 – 9 يونيو 1702         | 16 مارس 1699                | 9 يونيو 1702                | حفيد مراد الثاني باي        | المراديون                   |                             |

## ثورات تونس (1702-1705)
| الاسم          | تاريخ الميلاد - الوفاة | بداية الحكم  | نهاية الحكم   | ملاحظات | العائلة | صورة |
| -------------- | ---------------------- | ------------ | ------------- | ------- | ------- | ---- |
| إبراهيم الشريف | ? – 1705               | 9 يونيو 1702 | 15 يوليو 1705 |         |         |      |

## سلالة الحسينيون (1705-1957)

### بايات تونس (1705-1956)
| الاسم                      | تاريخ الميلاد - الوفاة                    | بداية الحكم    | نهاية الحكم                    | ملاحظات                           | العائلة   | صورة |
| -------------------------- | ----------------------------------------- | -------------- | ------------------------------ | --------------------------------- | --------- | ---- |
| الحسين الأول بن علي التركي | 1669 – 13 مارس 1740 (71 عامًا)             | 15 يوليو 1705  | 7 سبتمبر 1735 (عزل)            |                                   | الحسينيون |      |
| أبو الحسن علي الأول        | 30 يونيو 1688 – 22 سبتمبر 1756 (68 عامًا)  | 7 سبتمبر 1735  | 22 سبتمبر 1756                 | ابن أخ الحسين الأول بن علي التركي | الحسينيون |      |
| محمد الأول الرشيد          | 1710 – 12 فبراير 1759 (49 عامًا)           | 22 سبتمبر 1756 | 12 فبراير 1759                 | ابن الحسين الأول بن علي التركي    | الحسينيون |      |
| علي الثاني بن حسين         | 24 نوفمبر 1712 – 26 مايو 1782 (69 عامًا)   | 12 فبراير 1759 | 26 مايو 1782                   | ابن الحسين الأول بن علي التركي    | الحسينيون |      |
| حمودة بن علي               | 9 ديسمبر 1759 – 15 سبتمبر 1814 (54 عامًا)  | 26 مايو 1782   | 15 سبتمبر 1814                 | ابن علي الثاني بن حسين            | الحسينيون |      |
| عثمان بن علي               | 27 مايو 1763 – 20 ديسمبر 1814 (51 عامًا)   | 15 سبتمبر 1814 | 20 ديسمبر 1814 (مقتول)         | ابن علي الثاني بن حسين            | الحسينيون |      |
| محمود بن محمد              | 10 يوليو 1757 – 28 مارس 1824 (66 عامًا)    | 20 ديسمبر 1814 | 28 مارس 1824                   | ابن محمد الأول الرشيد             | الحسينيون |      |
| الحسين الثاني بن محمود     | 5 مارس 1784 – 20 مايو 1835 (51 عامًا)      | 28 مارس 1824   | 20 مايو 1835                   | ابن محمود بن محمد                 | الحسينيون |      |
| مصطفى بن محمود             | 1786 – 10 أكتوبر 1837 (51 عامًا)           | 20 مايو 1835   | 10 أكتوبر 1837                 | ابن محمود بن محمد                 | الحسينيون |      |
| أحمد الأول بن مصطفى        | 2 ديسمبر 1806 – 30 مايو 1855 (48 عامًا)    | 10 أكتوبر 1837 | 30 مايو 1855                   | ابن مصطفى بن محمود                | الحسينيون |      |
| محمد الثاني بن الحسين      | 18 سبتمبر 1811 – 22 سبتمبر 1859 (48 عامًا) | 30 مايو 1855   | 22 سبتمبر 1859                 | ابن الحسين الثاني بن محمود        | الحسينيون |      |
| محمد الثالث الصادق         | 7 فبراير 1813 – 27 أكتوبر 1882 (69 عامًا)  | 22 سبتمبر 1859 | 27 أكتوبر 1882                 | ابن الحسين الثاني بن محمود        | الحسينيون |      |
| علي الثالث بن الحسين       | 14 أغسطس 1817 – 11 يونيو 1902 (84 عامًا)   | 28 أكتوبر 1882 | 11 يونيو 1902                  | ابن الحسين الثاني بن محمود        | الحسينيون |      |
| محمد الرابع الهادي         | 24 يونيو 1855 – 11 مايو 1906 (50 عامًا)    | 11 يونيو 1902  | 11 مايو 1906                   | ابن علي الثالث بن الحسين          | الحسينيون |      |
| محمد الخامس الناصر         | 14 يوليو 1855 – 10 يوليو 1922 (66 عامًا)   | 11 مايو 1906   | 10 يوليو 1922                  | ابن محمد الثاني بن الحسين         | الحسينيون |      |
| محمد السادس الحبيب         | 13 أغسطس 1858 – 11 فبراير 1929 (70 عامًا)  | 10 يوليو 1922  | 11 فبراير 1929                 | ابن عم محمد الخامس الناصر         | الحسينيون |      |
| أحمد الثاني بن علي         | 13 أبريل 1862 – 19 يونيو 1942 (80 عامًا)   | 11 فبراير 1929 | 19 يونيو 1942                  | ابن علي الثالث بن الحسين          | الحسينيون |      |
| محمد السابع المنصف         | 4 مارس 1881 – 1 سبتمبر 1948 (67 عامًا)     | 19 يونيو 1942  | 15 مايو 1943 (عزل)             | ابن محمد الخامس الناصر            | الحسينيون |      |
| محمد الأمين باي            | 4 سبتمبر 1881 – 30 سبتمبر 1962 (81 عامًا)  | 15 مايو 1943   | 20 مارس 1956 (أُعلن ملكًا لتونس) | ابن محمد السادس الحبيب            | الحسينيون |      |

### ملوك تونس (1956–1957)
| الاسم                          | تاريخ الميلاد - الوفاة                   | بداية الحكم  | نهاية الحكم         | ملاحظات                | العائلة   | صورة |
| ------------------------------ | ---------------------------------------- | ------------ | ------------------- | ---------------------- | --------- | ---- |
| محمد الثامن الأمين (لامين باي) | 4 سبتمبر 1881 – 30 سبتمبر 1962 (81 عامًا) | 20 مارس 1956 | 25 يوليو 1957 (عزل) | ابن محمد السادس الحبيب | الحسينيون |      |